# يوسف بن الماجشون
يوسف ابن الماجشون هو يوسف بن يعقوب ابن أبي سلمة الماجشون، الإمام المحدث المعمر أبو سلمة التيمي المنكدري مولاهم المدني، كنيته أبو سلمة، إمام محدث من المعمرين، وثقه يحيى بن معين وأبو داود. ولد في عهد سليمان بن عبد الملك، وتوفي عام 185 هـ، وعاش ثمانيا وثمانين عاما.
والده أبو يوسف يعقوب بن أبي سلمة الماجشون، ووالده (أي: والد يوسف الماجشون) هو عم فقيه المدينة ومفتيها: عبد العزيز بن عبد الله بن أبي سلمة الماجشون -والد: عبد الملك بن عبد العزيز الماجشون-. وليوسف بن يعقوب الماجشون أخ اسمه عبد العزيز بن يعقوب الماجشون وهو أيضا من المحدثين.

## مشايخه
حدث عن أبيه يعقوب بن أبي سلمة الماجشون وعن الزهري ومحمد بن المنكدر ومحمد بن عبد الله الديباج وصالح بن إبراهيم العوفي وطائفة.

## الرواة عنه
حدث عنه علي بن المديني وأبو مصعب وأحمد بن حنبل ومحمد بن أبي بكر المقدمي وسريج بن يونس وعلي بن مسلم الطوسي وعدد كثير.

## وفاته
توفي يوسف بن الماجشون في سنة خمس وثمانين ومائة، وعاش ثمانيا وثمانين عاما.